# قبضة الرب
قبضة الرب هي رواية صدرت في عام 1994 من قبل الكاتب البريطاني فريدريك فورسيث.
تدور أحداث الرواية من خلال حرب الخليج الثانية حيث تفاصيل جهود الحلفاء للعثور على سلاح نووي مشتبه فيه. أبطال الرواية هما الإخوة مايك وتيري مارتن الذين يظهران أيضا في رواية فورسيث عام 2006 الأفغان.

## القصة
الدكتور جيرالد بول يصمم مسدس يطلق عليه اسم مشروع بابل للعراق. يعتقد أن إطلاق الأقمار الصناعية العربية في الفضاء والتي ليست للأغراض العسكرية لأنها تطلق لمرة واحدة فقط قبل أن يعرف مكانها أو تستهدف أو تدمر. يأتي ليكتشف السبب الحقيقي فقط قبل فترة وجيزة من اغتياله من قبل مدرائه الذين يدفعون له العملاء الإسرائيليين.
ثم يغزو العراق الكويت ويحتاج البريطانيون والأمريكيون إلى معلومات استخبارية رفيعة المستوى. أعير الرائد مايك مارتن من القوة الجوية الخاصة إلى جهاز الاستخبارات البريطاني للعمل مع المقاومة الكويتية. لا يتحدث الرائد مارتن اللغة العربية بطلاقة فحسب بل بشعره الأسود وبشرته الداكنة فإنه يعتقد بأنه من العرب. يعمل شقيقه تيري الخبير في الدراسات العسكرية العربية مع لجنة ميدوسا وهي لجنة مشتركة أنغلو-أمريكية حول أسلحة الدمار الشامل العراقية المحتملة.
لا تملك وكالة المخابرات المركزية أي عملاء في الحكومة العراقية وينفي الموساد أن لديهم أي عميل نشط في العراق. لكنهم يجبرون فيما بعد على الاعتراف بأن لديهم عميل كبير لم يكشف عن اسمه يطلق عليه اسم «أريحا» ويدفعون له ثمن معلومات عن الجيش العراقي من خلال حساب في فيينا ولكنهم لم يسمعوا منه منذ بدء الغزو. بما أن إسرائيل مجبرة على البقاء خارج الحرب لمنع إقصاء الدول العربية في التحالف فإنها توافق على السماح للأمريكيين بإدارة أريحا إذا استطاعوا العثور عليه. استدعي مايك مارتن من الكويت وأرسل إلى العراق لتشغيل أريحا من خلال تمرير العناصر أو المعلومات بين شخصين (على سبيل المثال، ضابط الحالة والوكيل، أو اثنين من وكلاء) باستخدام موقع سري أثناء التخفي بالعمل في وظيفة بستاني منزل سفير الاتحاد السوفياتي في العراق.
تخلص لجنة ميدوسا إلى أن قدرة العراق على إنتاج الأسلحة البيولوجية لا يشكل تهديدا وعلى الرغم من أنه يحتوي على إمدادات وفيرة من الكعك الأصفر إلا أنه لم يكن لديه الوقت الكافي مع أجهزة الطرد المركزي المحدودة تحت الأرض لتدويره إلى اليورانيوم المستخدم في صنع الأسلحة لصنع قنبلة نووية. يقررون أن الغاز هو التهديد الحقيقي وبالتالي فإن الأمريكيين سيشكلون تهديدا لا لبس فيه للحكومة العراقية لنهب بغداد إذا تم استخدام الغاز. ومع ذلك فإن قائد الطيارة ماكدونيل دوغلاس إف-15 إي سترايك إيغل كان غاضبا من تشغيل القصف المحبط بإسقاط قنبلة على مبنى ليس على قائمته المستهدفة وصور الاستطلاع تكشف أقراص معدنية كبيرة غريبة تحت السقف. يأخذ تيري مارتن الصور إلى مختبر لورانس ليفرمور الوطني في كاليفورنيا لمعرفة ما إذا كان بإمكانهم التعرف على الأقراص حيث يقوم موظف مشروع مانهاتن المتقاعد بتحديد الأقراص كالكالوترونات (كاليفورنيا سيكلوترونس) وهو حل منخفض التقنية لصقل اليورانيوم وهو مثالي لدول العالم الثالث التي ترغب في تطوير قدراتها النووية الخاصة وهذا يعني أنه إذا كان العراق قد استخدمها للاقتران مع أجهزة الطرد المركزي الموجودة لديهم فإن يمكن لهم أن يصنعوا قنبلة نووية بالفعل.
يكشف أريحا عن موقع المصنع حيث تم وضع مثل هذه القنبلة وتدميرها غير أنه أفاد فيما بعد بأن القنبلة نقلت إلى موقع جديد قبل ساعات وهو مكان يسمى القلعة. على الرغم من رصد مبلغ 5 ملايين دولار الذي دفع له بالفعل فإن الرائد مارتن يقدم له 3 ملايين دولار أخرى للكشف عن موقع القنبلة الجديد. غير أن الأمريكيين يعتقدون أن أريحا يخادعهم لأن هذه القنبلة ستكون ثقيلة جدا بحيث لا يمكن ان تعلق على صاروخ سكود ومن جهة أخرى فإن الطائرة لن تتمكن من تسليمها منذ أن أعلن التحالف عن إطلاق النار عليها بسبب امتلاكها للهيمنة الجوية. لكن الحل العراقي هو مسدس خفي في موقع مصنوع لإطلاق السلاح الذري يدعى قبضة الرب موجه إلى السعودية لحظة بدء الائتلاف المرحلة الأرضية من عاصفة الصحراء بحيث يموت حوالي 100 ألف جندي ويدخل الإشعاع الإشعاعي في إيران.
يكشف أريحا عن موقع المدفع الذي يوجد في مكان ما في جبال جبل الحمرين في شرق العراق (بعد استجواب المهندس الرئيسي للمشروع). قرر الرائد مارتن الذي قبض عليه تقريبا من قبل الاستخبارات العراقية المضادة لنقل رسائل أريحا إلى مناصريه الخروج من العراق. بعد عبور مايك بأمان الحدود قام المتطوعون بالمظلات العسكرية على مستوى عال مع فريق جهاز الاستخبارات البريطاني في العراق بتدمير المدفع. يوافق الأمريكيون على تأخير الغزو لمدة يومين مشيرين إلى الأحوال الجوية كسبب. يتم توجيه الليزر نحو الهدف وسرب من طائرات إف-15 إيغل من القوات الجوية الأمريكية يقوم بتدمير السلاح الخارق في غارة جوية. قيل للفريق الأول نورمان شوارتسكوف أن البعثة كانت ناجحة وأمر بغزو الأراضي الكويتية.
بسبب الضغط الذي فرض على الإسرائيليين لقبول وجود أريحا ينفذ الموساد «عملية يشوع» وهي محاولة للتسلل إلى مصرف فيينا الذي يحمل حساب أريحا. يقوم عميل بإغراء سكرتيرة مدير البنك الذي يساعد الموساد على الوصول إلى تفاصيل حساب أريحا مما يسمح لإسرائيل باسترداد كل الأموال المدفوعة لأريحا. تنتحر إديث هاردنبرغ السكرتيرة عندما أدركت أن «حبيبها» استخدمها للحصول على المعلومات. أريحا - الذي اتضح أنه مدير مديرية الأمن العام العميد عمر «المدمر» الخطيب - التقط من قبل عملاء الموساد وهم يتظاهرون بأنهم من المخابرات الأمريكية. غادر العراق جوا ولكنه تم خداعه ثم رميت جثته من الطائرة على ارتفاع 10 آلاف قدم في البحر.

## الوحدات الفرعية
بصرف النظر عن المؤامرة الرئيسية التي تنطوي على مارتن وعملية الموساد في فيينا فإن هناك وحدات فرعية أخرى في نهاية المطاف ترتبط بالقصة. من بينها عاهرة تخدم قائد القوات المدرعة العراقية والطيار في القوات الجوية العراقية وشقيقه ورئيس المخابرات المضادة العراقية والطيار التابع للقوات الجوية الأمريكية الذي يقصف المصنع العراقي. تم الكشف عن الطيار في سلاح الجو العراقي وشقيقه ورئيس مكافحة الاستخبارات من قبل زملاء سابقين في المدرسة الابتدائية للإخوة مارتن.

### التشابه مع كتب فورسيث أخرى
القبضة له علاقة جزئية مع كتابين آخرين. تيم ناثانسون ضابط أنظمة الأسلحة من قائد هجوم النسر الذي قصف المصنع العراقي والقلعة هو ابن المصرفي الأمريكي الكبير ساؤول ناثانسون. يموت في ذروة أحداث الكتاب. يعرف ناثانسون الأب بوفاة ابنه في رواية أيقونة. يظهر الأخوة مارتن في وقت لاحق في رواية الأفغان.

## الخلفية
على خلفية حرب الخليج الثانية فإن الرواية تتميز بالعديد من الشخصيات الواقعية المتمركزة حول الصراع. إن اغتيال جيرالد بول يعني ضمنا قيام العراقيين به على الرغم من أن مصادر أخرى تشير إلى أن الموساد نفذ العملية.

### الشخصيات التاريخية

#### الأمريكيون
- جورج بوش الأب - الرئيس الأمريكي
- جيمس بيكر - وزير الخارجية
- برنت سكوكروفت - رئيس مجلس الأمن القومي
- نورمان شوارتسكوف - قائد قوات التحالف
- تشاك هورنر - قائد القوات الجوية للتحالف

#### الكنديون
- جيرالد بول - مهندس السلاح

#### البريطانيون
- مارغريت ثاتشر - رئيسة وزراء بريطانيا
- الفريق الأول السير بيتر دي لا بيلير - قائد القوات البريطانية
- جون ميجر - وزير خزانة الدولة

#### العراقيون
- صدام حسين - الرئيس
- طارق عزيز - وزير الخارجية
- عزة الدوري - نائب الرئيس
- طه ياسين رمضان - رئيس الوزراء
- سعدون حمادي - نائب رئيس مجلس الوزراء

#### الإسرائيليون
- إسحاق شامير - رئيس الوزراء
- بنيامين نتنياهو - نائب وزير الخارجية

## ردود الفعل الناقدة
تلقت الرواية مراجعات جيدة.
ذكرت كيركوس للتعليقات بأن الرواية لديها ما يكفي من المواد لإرضاء محبي الإثارة الجاسوسية مع مصداقيتها حول ما يمكن أن يحدث وراء الكواليس في حرب الخليج الثانية.
ادعى ناس أن الرواية تدمج «الترفيه مع الرسالة السياسية».
أشاد الناشرين الأسبوعي بالرواية لاستخدام الحقائق التاريخية مع الإثارة.